# 토요스타클럽
《토요 스타클럽》은 SBS TV에서 1999년 10월 23일부터 2003년 5월 3일까지 방영했던 연예프로그램인데 뒷날 기존 연예정보 프로그램과 비슷한 형식(연예인들의 신변잡기나 확인되지 않은 스캔들 등으로 방송시간의 절반 이상을 때움)으로 변질됐다는 혹평을 받았다.
한편, 첫 회부터 심혜진과 공동 진행을 맡아 온 이성미가 캐나다 유학을 결정하면서 2002년 8월 17일 방송분을 마지막으로 빠진 뒤 후임자 변화가 잦았는데 이성미의 뒤를 이어 2002년 8월 24일부터 합류한 노현희가 같은 해 10월 21일부터 KBS 2라디오 《2시가 좋아》DJ로 발탁된 데다 2002년 11월 4일 시작된 iTV 월~목 9시 30분 일일드라마 《해바라기 가족》에 캐스팅되는 등 스케줄 조절에 어려움을 겪게 되자 2002년 9월 28일 방영분을 끝으로 하차한 후 후임으로 들어왔던 이경실이 불미스러운 일 때문에 2003년 2월 8일 방송분을 마지막으로 빠진 뒤 지석진이 같은 달 15일부터 합류했지만 2003년 봄 개편으로 막을 내렸으며 이성미 후임자였던 노현희는 본인(노현희) 후임자 이경실이 그랬던 것처럼 뒷날 가정사로 낙마했다.
아울러, 캐나다 유학을 결정하여2002년 8월 17일 방송분을 끝으로 프로그램에서 빠진 이성미, 이성미의 뒤를 이어 2002년 8월 24일부터 합류했지만 스케줄 문제 탓인지 같은 해 9월 28일 방영분을 끝으로 하차한 노현희, 노현희의 뒤를 이어 2002년 10월 5일부터 투입된 이경실 모두 SBS 공채 출신 개그우먼-탤런트가 아니었는데 해당 프로그램 등 아침프로 진행자들은 하루도 빠짐없이 새벽에 출근하여 생방송을 진행해야 하는 터라 여행이나 휴가는 물론 개인적인 사생활이 불가능하며 CF모델 제의가 들어와도 방송 탓인지 해외 촬영은 엄두도 못 내고 탤런트의 경우는 드라마와 병행한다는 것 자체가 거의 불가능하다.

## 기획 의도
연예계 스타 프로그램

## 역대 진행자
- 심혜진, 이성미 (1999년 10월 23일 ~ 2002년 8월 17일)
- 심혜진, 노현희 (2002년 8월 24일 ~ 2002년 9월 28일)
- 심혜진, 이경실 (2002년 10월 5일 ~ 2003년 2월 8일)
- 심혜진, 지석진 (2003년 2월 15일 ~ 2003년 5월 3일)

### 방송 출연 1999년
- 1회 : 김석훈, 김원희
- 2회 : 김정은 , 유지태
- 3회 : 채정안, 채림
- 4회 : 김남주, 류시원
- 5회 :